# Pama (Austria)
Pama (węg. Lajtakörtvélyes, burg.-chorw. Bijelo Selo) – gmina w Austrii, w kraju związkowym Burgenland, w powiecie Neusiedl am See. 1 stycznia 2014 liczyła 1,12 tys. mieszkańców.